# Mesodina cyanophracta
The Blue Iris-skipper (Mesodina cyanophracta) là một loài bướm ngày thuộc họ Hesperiidae. Nó là loài đặc hữu của the north-west and south-west bờ biển của Tây Úc.
Sải cánh dài khoảng 30 mm.
Ấu trùng ăn Patersonia juncacea, Patersonia lanata, Patersonia umbrosa var. xanthina and Patersonia occidentalis. They construct a shelter formed like a vertical tube and made by joining the leaves of its host plant. It rests in this shelter during the day. Pupation takes place inside the shelter.